# Świadkowie Jehowy na Wyspach Salomona
Świadkowie Jehowy na Wyspach Salomona – społeczność wyznaniowa na Wyspach Salomona, należąca do ogólnoświatowej wspólnoty Świadków Jehowy, licząca w 2023 roku 1907 głosicieli, należących do 50 zborów. Na dorocznej uroczystości Wieczerzy Pańskiej w 2023 roku zgromadziło się 11 887 osób (około 1,8% mieszkańców). Działalność miejscowych głosicieli koordynuje Biuro Oddziału w Honiara.

## Historia
Działalność rozpoczęto w 1953 roku. Listownie z zagranicy prowadzono studium biblijne. Rok później zanotowano 1 głosiciela. W 1958 roku powstał jedenastoosobowy zbór, a rok później w dwóch zborach działało 86 głosicieli.
W 1960 roku zanotowano liczbę 135 głosicieli, a w 1969 roku – 503 w 13 zborach. W latach 60. XX wieku mieszkańcy w swych 28 wioskach przekształcili kościoły w Sale Królestwa.
Działalność została zalegalizowana 18 kwietnia 1977 roku. W 1978 roku otwarto Biuro Oddziału.
W 1990 roku miejscowi wyznawcy wygrali w Sądzie Najwyższym proces w sprawie budowy Sali Zgromadzeń w Honiara na 1200 miejsc. W 1994 roku powstały trzy nowe domy misjonarskie, rozbudowano Biuro Oddziału i wspomnianą Salę Zgromadzeń. Było to możliwe dzięki pomocy współwyznawców z innych krajów – głównie z Australii. W tym samym roku przekroczono liczbę 1000 głosicieli, a pięć lat później – 1500.
W 2000 roku zorganizowano pomoc humanitarną dla uchodźców z różnych grup etnicznych w obozach dla uchodźców. W 2001 roku wybudowano nową Salę Zgromadzeń. 18 lutego 2006 roku 58 głosicieli ukończyło kurs australijskiego języka migowego, aby prowadzić działalność kaznodziejską wśród niesłyszących. Powstały również zbory używające języka migowego. W 2007 roku zorganizowano pomoc humanitarną dla poszkodowanych przez trzęsienie ziemi i tsunami. W 2008 roku zanotowano 1910 głosicieli, jednak w następnych latach z powodu sytuacji ekonomicznej kraju kilkuset z nich opuściło Wyspy, udając się głównie do Australii i Nowej Zelandii. W 2009 roku na kongresie pod hasłem „Czuwajcie!” było obecnych ponad 2400 osób.
W styczniu 2010 roku odbyły się dni otwarte miejscowego, nowo rozbudowanego Biura Oddziału, którego uroczyste oddanie miało miejsce 13 lutego z udziałem członka Ciała Kierowniczego. W 2012 roku wydano Chrześcijańskie Pisma Greckie w Przekładzie Nowego Świata (Nowy Testament) w języku neosalomońskim. W 2013 roku działało 1923 głosicieli. Obecnie niemal każdy zbór organizuje specjalne kursy dla analfabetów, oparte na broszurze Przykładaj się do czytania i pisania. W 2011 roku na Pamiątce śmierci Jezusa Chrystusa obecnych było 9337 osób. W roku 2016 przekroczono liczbę 2000 głosicieli, w roku 2020 ich liczba wynosiła 2039. W 2024 roku delegacja z Wysp Salomona brała udział w kongresie specjalnym pod hasłem „Głośmy dobrą nowinę!” na Fidżi.
Zebrania zborowe odbywają się w językach neosalomońskim, chińskim, fidżyjskim, kwaio, kwara'ae, tagalskim, toabaite i amerykańskim migowym.
Miejscowe Biuro Oddziału nadzoruje tłumaczenie literatury biblijnej na sześć języków.